# Microcalamus
Microcalamus Franch. é um género botânico pertencente à família Poaceae.